# Fabrizio Trentacoste
Fabrizio Trentacoste (Palermo, 25 febbraio 1975) è un politico italiano.

## Biografia
Nato a Palermo, vive a Enna dove svolge la professione di archeologo e guida turistica. Dopo la Sicilia, nel 1993 si trasferisce a Viterbo per frequentare la Facoltà di Conservazione dei Beni culturali dell’Università degli Studi della Tuscia dove partecipa pure ad attività di numerose realtà associazionistiche e di politica universitaria, diventando rappresentante degli studenti. Negli stessi anni partecipa a degli incontri presso i Ministeri dell’Università e dei Beni culturali nel quadro delle consultazioni per la riformulazione della Tabella XIIIter e la definizione della figura del laureato in Conservazione dei Beni culturali.

### Attività politica
Alle politiche del 2018 è candidato ed eletto al Senato con il Movimento 5 Stelle.

### Attività parlamentare
È membro della 9ª Commissione permanente Agricoltura e produzione agroalimentare e della Commissione parlamentare di inchiesta sulle attività illecite connesse al ciclo dei rifiuti e su illeciti ambientali ad esse correlati.
Il 22 giugno abbandona il Movimento iscrivendosi a Insieme per il futuro, soggetto nato da una scissione guidata dal ministro Luigi Di Maio.